# Heterostegane subtessellata
Heterostegane subtessellata là một loài bướm đêm trong họ Geometridae.